# Roewe 350
La Roewe 350 (nome in codice AP11), chiamata anche MG 350, è un'autovettura prodotto dalla casa automobilistica cinese Roewe a partire dal 2012. 

## Descrizione

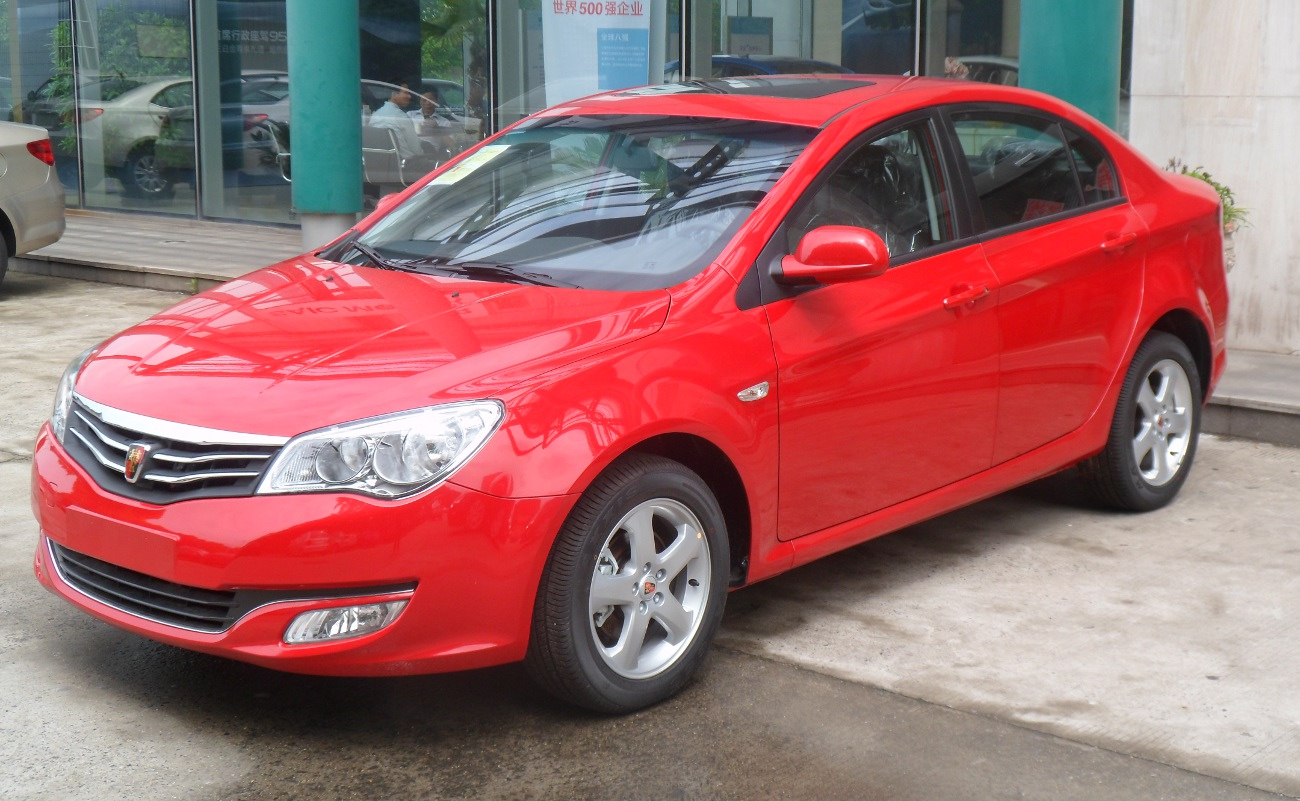
Roewe 350 restyling 2012

A livello internazionale, la vettura viene venduta come MG 350 e condivide la stessa piattaforma con la MG 5.
La Roewe 350, che ha debuttato in forma di concept car al salone di Shanghai 2009 con il nome di Roewe N1, è stata lanciata ufficialmente al salone di Pechino 2010 con un motore sviluppato dalla SAIC di 1,5 litri. La 350 veniva prodotta in una ex base produttiva della Nanjing Automobile a Pukou.